# Bí mật đêm Chủ Nhật
Bí Mật đêm Chủ Nhật là phiên bản Tiếng Việt của chương trình truyền hình nổi tiếng Whose Line is it Anyway? của Anh Quốc (tạm dịch: "Rốt cục thì... thoại này của ai?"). Nội dung chương trình xoay quanh việc thử thách khả năng ứng biến tại chỗ của các nghệ sĩ với các đề thi đa dạng được đưa ra từ phía chủ khảo.
Trong mùa 1, nghệ sĩ Hoài Linh tham gia trong vai trò dẫn chuyện và chủ khảo của chương trình. Các nghệ sĩ cố định bao gồm Việt Hương, Trường Giang, Trấn Thành, Chí Tài, Khánh Nam (thay Chí Tài 2 tập) và Thanh Duy Idol (thay Chí Tài 1 tập).
Năm 2016, mùa 2 của chương trình chính thức khởi động với một đội hình người chơi mới bao gồm: Vân Sơn, Quang Minh - Hồng Đào, Thanh Duy Idol và Trấn Thành. Vị trí chủ khảo trong mùa 2 của chương trình được thay đổi qua từng tập bắt đầu với: Lý Nhã Kỳ.
Phiên bản gốc của chương trình phát sóng trên hệ thống kênh ABC và The CW. Phiên bản tiếng Việt thu hình tại nhà thi đấu Lãnh Binh Thăng và được phát sóng trên kênh HN1 - Đài Hà Nội, HTV7 và Giải Trí TV vào lúc 21h Chủ nhật, bắt đầu từ ngày 28 tháng 6 năm 2015..

## Nội dung trò chơi
Chương trình bao gồm bốn nghệ sĩ cố định và một khách mời. Theo phân vai hướng dẫn của chủ khảo họ phải "tự chế" và diễn tại chỗ các kịch bản hài hước ngắn theo nhiều cách thức mà không biết trước kịch bản.
Các thử thách trong mùa 1 của chương trình bao gồm: sân khấu nằm, diễn "đứng - ngồi - nằm", đôi tay kỳ diệu, người bất động, nhìn - đoán - diễn, chuyển kênh TV...
Một nghệ sĩ có phần ứng biến tốt nhất được chủ khảo lựa chọn sẽ nhận 50.000.000 đồng. Phần thưởng này phải được dùng cho mục đích từ thiện.
Sau khi nhận giải, người chiến thắng sẽ thay thế chủ khảo ra đề cho chính chủ khảo và bốn bạn diễn còn lại trong một tình huống cuối cùng.

## Danh sách tập

### Mùa 1 (2015)
- NSƯT Hoài Linh là chủ khảo trong tất cả các tập.

| Tập | Người chơi 1 | Người chơi 2 | Người chơi 3   | Người chơi 4 | Khách mời           |
| --- | ------------ | ------------ | -------------- | ------------ | ------------------- |
| 1   | Việt Hương   | Trấn Thành   | Khánh Nam      | Trường Giang | Hoàng Mập           |
| 2   | Việt Hương   | Trấn Thành   | Chí Tài        | Trường Giang | Ninh Dương Lan Ngọc |
| 3   | Việt Hương   | Trấn Thành   | Chí Tài        | Trường Giang | Ngô Kiến Huy        |
| 4   | Việt Hương   | Trấn Thành   | Chí Tài        | Trường Giang | Thanh Duy Idol      |
| 5   | Việt Hương   | Trấn Thành   | Chí Tài        | Trường Giang | Xuân Lan            |
| 6   | Việt Hương   | Trấn Thành   | Chí Tài        | Trường Giang | Tiết Cương          |
| 7   | Việt Hương   | Trấn Thành   | Chí Tài        | Trường Giang | Phi Thanh Vân       |
| 8   | Việt Hương   | Trấn Thành   | Chí Tài        | Trường Giang | Anh Đức             |
| 9   | Việt Hương   | Trấn Thành   | Khánh Nam      | Trường Giang | Thu Trang           |
| 10  | Việt Hương   | Trấn Thành   | Thanh Duy Idol | Trường Giang | Đại Nghĩa           |

### Mùa 2 (2016)
- Vị trí chủ khảo được in đậm trong mỗi tập.

| Tập | Ngày phát sóng gốc  | Người chơi 1   | Người chơi 2   | Người chơi 3 | Người chơi 4 | Người chơi 5   | Khách mời    |
| --- | ------------------- | -------------- | -------------- | ------------ | ------------ | -------------- | ------------ |
| 1   | 10 tháng 7 năm 2016 | Trấn Thành     | Thanh Duy Idol | Vân Sơn      | ‪Lý Nhã Kỳ    | Anh Đức        | Chí Thiện    |
| 2   | 17 tháng 7 năm 2016 | Trấn Thành     | Thanh Duy Idol | Vân Sơn      | Quang Minh   | Hồng Đào       | Ốc Thanh Vân |
| 3   | 24 tháng 7 năm 2016 | Trấn Thành     | Thanh Duy Idol | Vân Sơn      | Quang Minh   | Hồng Đào       | Long Nhật    |
| 4   | 31 tháng 7 năm 2016 | Ốc Thanh Vân   | Thanh Duy Idol | Vân Sơn      | Quang Minh   | Hồng Đào       | Võ Minh Lâm  |
| 5   | 7 tháng 8 năm 2016  | Trấn Thành     | Vân Sơn        | Quang Minh   | Hồng Đào     | Hạ Vi          | Hari Won     |
| 6   | 14 tháng 8 năm 2016 | Thanh Duy Idol | Vân Sơn        | Quang Minh   | Hồng Đào     | Tấn Beo        | Lan Phương   |
| 7   | 21 tháng 8 năm 2016 | Thanh Duy Idol | Vân Sơn        | Quang Minh   | Hồng Đào     | Đinh Ngọc Diệp | Hòa Minzy    |
| 8   | 28 tháng 8 năm 2016 | Thanh Duy Idol | Vân Sơn        | Quang Minh   | Hồng Đào     | Anh Đức        | Khả Như      |
| 9   | 4 tháng 9 năm 2016  | Trấn Thành     | Thanh Duy Idol | Vân Sơn      | Anh Đức      | Huỳnh Lập      | Khởi My      |
| 10  | 11 tháng 9 năm 2016 | Vân Sơn        | Quang Minh     | Hồng Đào     | Gia Bảo      | Nhật Kim Anh   | Vy Oanh      |

### Mùa 3 (2017).
| Tập | Ngày phát sóng gốc  | Người chơi 1 | Người chơi 2 | Người chơi 3 | Người chơi 4    | Chủ khảo       | Khách mời        |
| --- | ------------------- | ------------ | ------------ | ------------ | --------------- | -------------- | ---------------- |
| 1   | 9 tháng 7 năm 2017  | Trường Giang | Việt Hương   | Hoàng Sơn    | Huỳnh Lập       | Diễm My        | Thiên Vương      |
| 2   | 16 tháng 7 năm 2017 | Trường Giang | Việt Hương   | Anh Đức      | Thanh Duy Idol  | Dương Cẩm Lynh | Lê Giang         |
| 3   | 23 tháng 7 năm 2017 | Trường Giang | Việt Hương   | Hoàng Sơn    | Trương Thế Vinh | Miu Lê         | Trịnh Thăng Bình |
| 4   | 30 tháng 7 năm 2017 | Việt Hương   | Hoàng Sơn    | Huỳnh Lập    | Ốc Thanh Vân    | Việt Trinh     | Thanh Duy        |
| 5   | 6 tháng 8 năm 2017  | Trường Giang | Việt Hương   | Anh Đức      | Thanh Duy Idol  | Nam Em         | Jun Phạm         |
| 6   | 13 tháng 8 năm 2017 | Trường Giang | Việt Hương   | Hoàng Sơn    | Huỳnh Lập       | Kim Tuyến      | Hùng Thuận       |
| 7   | 20 tháng 8 năm 2017 | Trường Giang | Việt Hương   | Hoàng Sơn    | Huỳnh Lập       | Hoàng Oanh     | Gil Lê           |
| 8   | 27 tháng 8 năm 2017 | Trường Giang | Việt Hương   | Hoàng Sơn    | Thanh Duy Idol  | Kiều Ngân      | Miko Lan Trinh   |
| 9   | 3 tháng 9 năm 2017  | Trường Giang | Việt Hương   | Hoàng Sơn    | Thanh Duy Idol  | Xuân Lan       | Xuân Nghị        |
| 10  | 10 tháng 9 năm 2017 | Việt Hương   | Hoàng Sơn    | Huỳnh Lập    | Tấn Beo         | Ốc Thanh Vân   | Hứa Minh Đạt     |
| 11  | 17 tháng 9 năm 2017 | Trường Giang | Việt Hương   | Hoàng Sơn    | Trương Thế Vinh | Diễm Hương     | Cát Tường        |

## Bố cục chương trình

### Mở màn

#### Mùa 1
Trong mùa 1, phần mở màn của mỗi đêm diễn là một thử thách có chuẩn bị trước của các nghệ sĩ khi họ hoá thân vào các nhân vật nổi tiếng.
- Tập 1: Thu Minh (Taxi)
- Tập 2: Phi Thanh Vân (Da nâu)
- Tập 3: Marilyn Monroe (Happy Birthday)
- Tập 4: Ánh Tuyết (Ô mê ly)
- Tập 5: NSND Hồng Vân - NSƯT Thành Lộc (Lạy anh em đi lấy chồng)
- Tập 6: Tài Linh - Kim Tử Long (Quân Vương và Thiếp)
- Tập 7: Đàm Vĩnh Hưng (Bình minh sẽ mang em đi)
- Tập 8: NSƯT Thành Lộc (nữ thần nhảy múa xứ Phù Tang) / Vĩnh Thuyên Kim (Teen vọng cổ)
- Tập 9: Vũ Hà (Người tình Mai Ya Hee)
- Tập 10: Aqua (Barbie girl)

#### Mùa 2
Trong mùa 2, các nghệ sĩ tham gia sẽ đeo mặt nạ trong các phần mở màn.

#### Mùa 3
MV Bí mật đêm chủ nhật

### Hát cho khách mời
Một thành viên sẽ chế lời tại chỗ một bài hát do chủ khảo quy định thành nội dung có liên quan tới khách mời đang tham gia.
Trong mùa 1, Trấn Thành tham gia 6 lần, Chí Tài tham gia 2 lần, Trường Giang và Thanh Duy mỗi người một lần.
Trong mùa 2, Trấn Thành tham gia 4 lần, Thanh Duy tham gia 5 lần, Vân Sơn tham gia 1 lần.

### Danh sách thử thách
- Sân khấu nằm: Nghệ sĩ diễn khi đang nằm trên sàn sân khấu, máy quay đặt thẳng đứng từ trên trần nhà. Thử thách khá giống với "Thế giới phẳng" của Chết cười
- Diễn "đứng - ngồi - nằm": Có ba nghệ sĩ tham gia chơi phải bố trí sao cho luôn có một người đứng, một người ngồi và một người nằm trong suốt tiểu phẩm.
  - Diễn "đứng - ngồi - quỳ - nằm": Biến thể xuất hiện trong tập 3 của mùa 1 khi có bốn nghệ sĩ tham gia, chủ khảo thêm tư thế quỳ vào thử thách. Tổng cộng phải có một người đứng, một người quỳ, một người ngồi và một người nằm trong suốt tiểu phẩm.
  - Diễn "đứng - ngồi - quỳ - nằm - lết": Biến thể xuất hiện trong tập 8 của mùa 1 khi có năm nghệ sĩ tham gia, Chí Tài thêm tư thế quỳ và lết vào thử thách. Tổng cộng phải có một người đứng, một người quỳ, một người ngồi, một người nằm và một người lết trong suốt tiểu phẩm.
- Đôi tay kỳ diệu: Một nhân vật được cùng lúc hai nghệ sĩ thể hiện, một thể hiện tay và một làm tất cả những cái còn lại.
- Người bất động: Một hoặc nhiều nhân vật bị đơ như tượng trong suốt hoặc một phần tiểu phẩm.
- Xem, đoán và diễn lại: Bốn khách mời chia ra 2 cặp, một cặp thoải mái chế biến và diễn một vở kịch hay tình huống. Cặp kia phải diễn lại càng giống càng tốt với trở ngại là họ chỉ nhìn chứ không hề nghe được âm thanh từ vở diễn của cặp nghệ sĩ ra đề.
- Chuyển kênh TV: Các nghệ sĩ chia thành đội điều hành các "kênh TV" khác nhau để thu hút sự chú ý của một khán giả đang cầm điều khiển TV
- Quảng cáo bá đạo: Các nghệ sĩ phải tấu hài theo hướng quảng cáo. Thử thách xuất hiện đầu tiên trong tập 4 với khách mời Thanh Duy khi các nghệ sĩ phải quảng cáo bản thân thật bá đạo trong một buổi chọn dâu cho đại gia.
- Đệ nhất nổ: Các nghệ sĩ phải tấu hài theo hướng "nổ" càng nhiều càng tốt.
- Tự ứng biến: Các nghệ sĩ diễn tự do theo phân vai quy định bởi chủ khảo hoặc người chiến thắng chương trình.
- Đạo diễn rắc rối: nếu phần thi tự ứng biến có tên "Đạo diễn rắc rối" thì phần phân vai sẽ có hai nhân vật là đạo diễn và người quay phim.
- Lồng tiếng phim::Bốn khách mời chia ra 2 cặp, một cặp thoải mái chế biến và diễn một vở kịch hay tình huống không có thoại. Cặp kia phải chế thoại và "lồng tiếng" tại chỗ cho tình huống đó và ngược lại
- Hiệu ứng âm thanh: Người chơi chia ra hai đội, một đội diễn một vở kịch có thoại với nội dung quy định và một đội làm hiệu ứng âm thanh cho vở kịch đó với các đạo cụ lồng tiếng. Hai đội phải cố gắng để âm thanh và nội dung ăn khớp với nhau
- Tua phim: Một người chiếm quyền giữ remote của đầu đĩa tượng tượng và tha hồ tua tới tua lui vở kịch đang xem. Các nghệ sĩ khác phải diễn theo sự "tua phim" của người cầm remote.
- Nói ít - nói nhiều: Phần thoại của nghệ sĩ tham gia bị giới hạn theo yêu cầu của chủ khảo. Ví dụ: Nghệ sĩ 1 chỉ được đặt câu hỏi, nghệ sĩ 2 chỉ nói một vài câu cố định, nghệ sĩ 3 nói càng nhiều càng tốt, nghệ sĩ 4 không nói/câm,...
- Hai trong một: Cứ 2 nghệ sĩ tham gia phải nhập lại với nhau để diễn cùng một vai trong suốt vở diễn.
- Đạo cụ đặc biệt: Một người làm đạo cụ đang cử động, còn lại nói vở diễn.

## Quảng bá
Các đoạn teaser quảng bá cho chương trình bắt đầu được phát kèm trong 2 số phát sóng cuối của Người bí ẩn 2015 và trên mạng internet. Các clip này có nội dung giới thiệu các nhân tố chính của chương trình trong các tình huống cực đỉnh. Tuy nhiên, tất cả những điều trên đều do họ tự bịa ra.
Mùa 2 tiếp tục cách quảng bá tương tự như trên trong tập cuối của Người bí ẩn mùa ba với các clip: Trấn Thành muốn bay, Vân Sơn và giá múc canh, Quang Minh tập gym theo phương pháp lầy lội,...

## Phản hồi
Chương trình nhận sự quan tâm rất tích cực ngay khi mở màn. Tỷ suất người xem Bí mật đêm chủ nhật trên HTV7 đạt 13,5 sau tập một. Tỷ suất đã ghi kỷ lục mới về tập phát sóng đầu tiên trên sóng HTV, cao hơn cả chương trình trước đó là Người bí ẩn. Bản đầy đủ tập 1 của chương trình sau 48 giờ đăng lên trên YouTube đã vượt mức 1,000,000 lượt xem.
Tuy nhiên, về mặt nội dung, tương tự như "Ơn giời cậu đây rồi!", chương trình bị đánh giá là "thô tục", chưa "đột phá mà chỉ là chương trình "tổng hợp", phát triển theo mô-tip của các chương trình hài trước đó". Lý do được đưa ra là do tính chất bất ngờ, không có kịch bản buộc các nghệ sĩ phải cương gấp trên sân khấu nên sẽ khó tránh việc họ không kịp điều chỉnh hay kiềm chế nội dung mà mình sẽ thể hiện. Một trong những tình huống bị mang ra so sánh trong tập 1 là tình huống nghệ sĩ Việt Hương và Khánh Nam đã không ngừng "sàm sỡ" Trấn Thành khiến nam diễn viên phải luôn che ngực và hét lên: "Bên này không phải buffet mà muốn lấy gì thì lấy nhé". Chi tiết này tương tự như chi tiết trong tập đầu tiên của "Ơn giời, cậu đây rồi" khi Việt Hương "cua trai" táo bạo với ngôn từ như: "Đè", "quất", "dạo đầu", "tấn công"... và bị cho là không phù hợp với khung giờ phát sóng tối ngày Chủ Nhật vốn có nhiều trẻ em theo dõi.